# Mária-monogram
A Mária-monogram Szűz Mária nevének rövidített változata.

## A művészetben

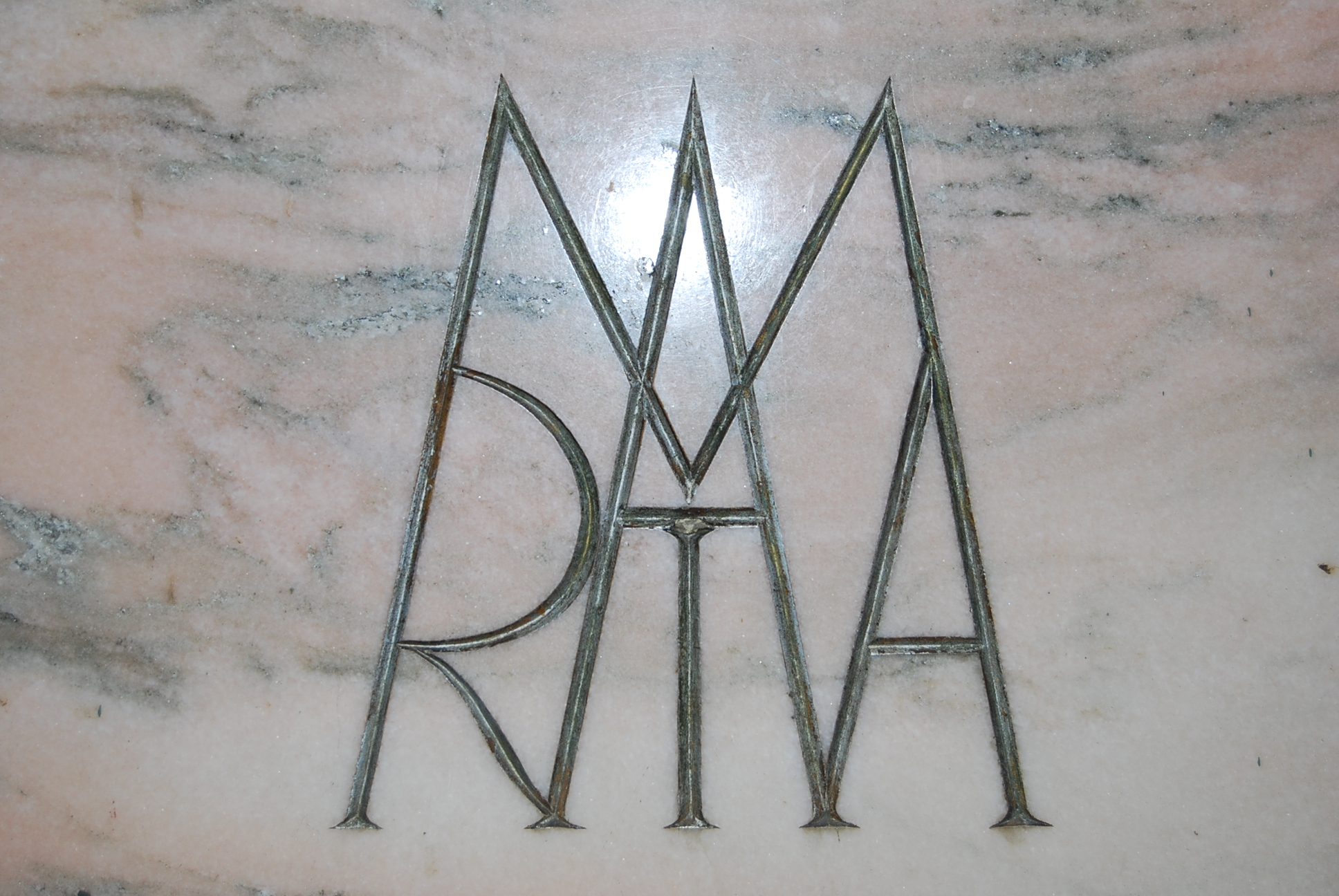
Mária-monogram a budapesti Szent Rókus-kápolnában

A Mária-monogramokkal a római katolikus egyház templomaiban találkozhatunk. Ha a templom Szűz Máriának lett szentelve, úgy az oltárkép alatt, vagy felett szokták elhelyezni. Esetenként szobor posztamenseken találhatjuk meg. Minden olyan helyekre ahol építészeti szimmetria kínálkozik, úgy párba állítják az IHS monogrammal kiegészítve. Például faragvány a főbejárat bal és jobb szárnyán. Vagy üvegablak az északi és vele szemben a déli falon. 
A papság és a művész a korai monogram ábrázolásokban nem akarta, hogy felületes szemlélődő azonnal felismerje Mária nevét ezekben az ábrákban. Ennek egyik oka az a keresztény teológia, hogy az égiek nem mutatkoznak, nem láthatóak és a hívőknek kell saját lelkükben megtalálni, - jelen esetben - Máriát. Ezt támasztja alá Jézus példabeszédei is, melyről az apostolok kérdezték mesterüket mit jelentenek hasonlatai, nem értik.
A korai ábrázolások között találunk MAR monogramot, ami első pillantásra nem teljesíti azt az alapkövetelményt, hogy MARIA betűi legyenek megjelenítve. De ha balról jobbra olvassuk és folytatjuk visszafelé, akkor az R betű szárában megtalálhatjuk a hiányzó I betűt, és még egyszer elolvasva az A-t, megtaláltuk a MARIA nevet. Tovább menve, ha még az M-t is hozzátesszük akkor MARIAM jön ki, ami Mária héber neve. A visszafelé olvasást a héber olvasás teszi lehetővé, amely jobbról balra halad.

## Görög hagyomány
A bizánci hagyomány kötött, mert a rövidítés csak görög betűkkel lehetséges. Leginkább az ikonfestészetben találkozhatunk ezzel a felirattal: ΜΡ ΘΥ (Mária, Isten Fiának édesanyja).

## Latin
A latin egyházi hagyományban nincs kanonikus Mária-monogram, gyakori viszont, hogy magát a Maria nevet tekintik rövidítésnek, különféle feloldási lehetőségekkel:
1. Mediatrix, Auxiliatrix, Reparatrix, Illuminatrix, Adiutrix – ezekben Szűz Mária égi segítőtársi szerepe nyer kifejezést.
2. Bizonyos zsoltárok címeinek kezdőbetűi adják ki a Mária nevet: Magnificat, Ad Dominum, Retribue, In convertendo, Ad te Domine levavi.

Felhasználási területük leginkább az építészet terén szembeötlő. A legkülönfélébb anyagokat használják fel a művészek, illetve az egyházi megrendelők, hogy Mária monogramokkal díszítsék a templomokat vagy szobor talapzatot illetve a numizmatikában ismert érméken.

## Ábrázolások

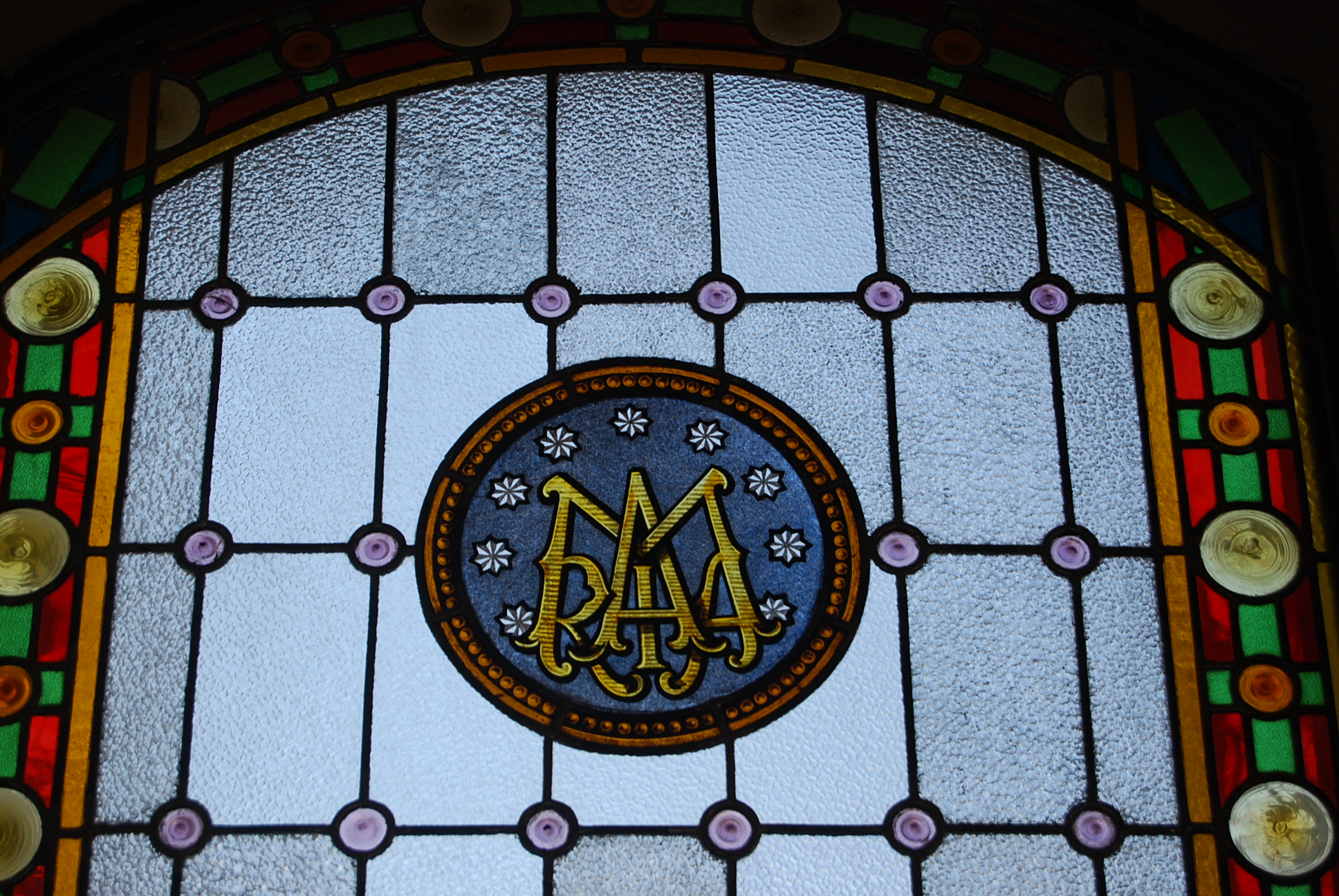
Mária-monogram üvegablakon a Fiumei úti sírkertben
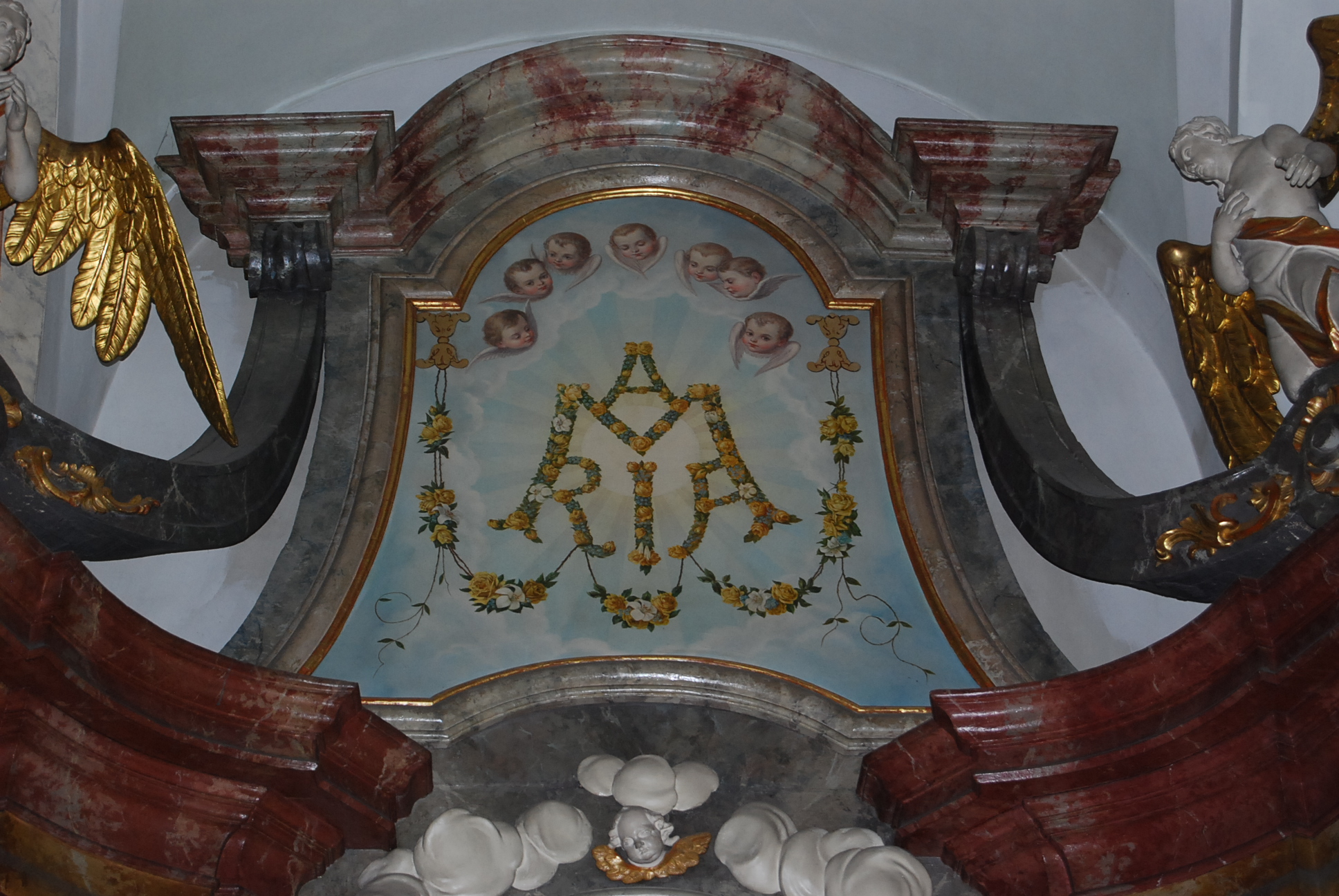
Rózsákból összeállított Mária-monogram festményen a budapesti ferences templomban
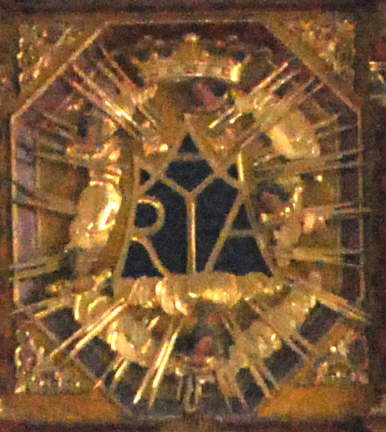
Szeged-alsóvárosi Havas Boldogasszony-templom oltára
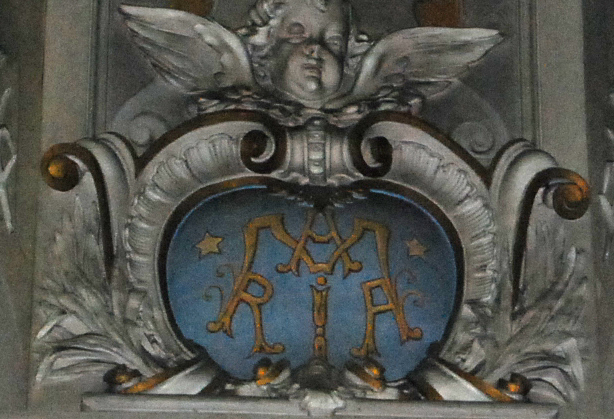
Aradi római katolikus templom Mária-monogramja
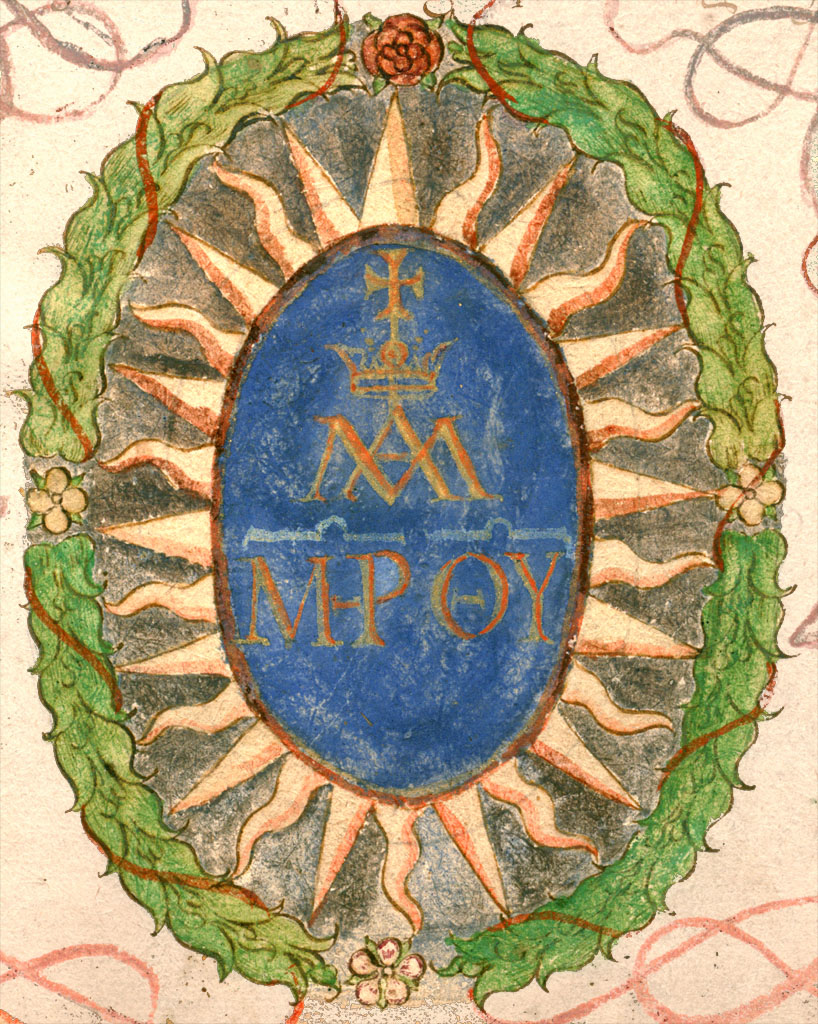
A piarista rend címere, Joannes Mitis rajza, Podolin, 1644 (Piarista Rend Magyar Tartománya Közp. Levéltára, Budapest)